# Озмитель, Фёдор Фёдорович

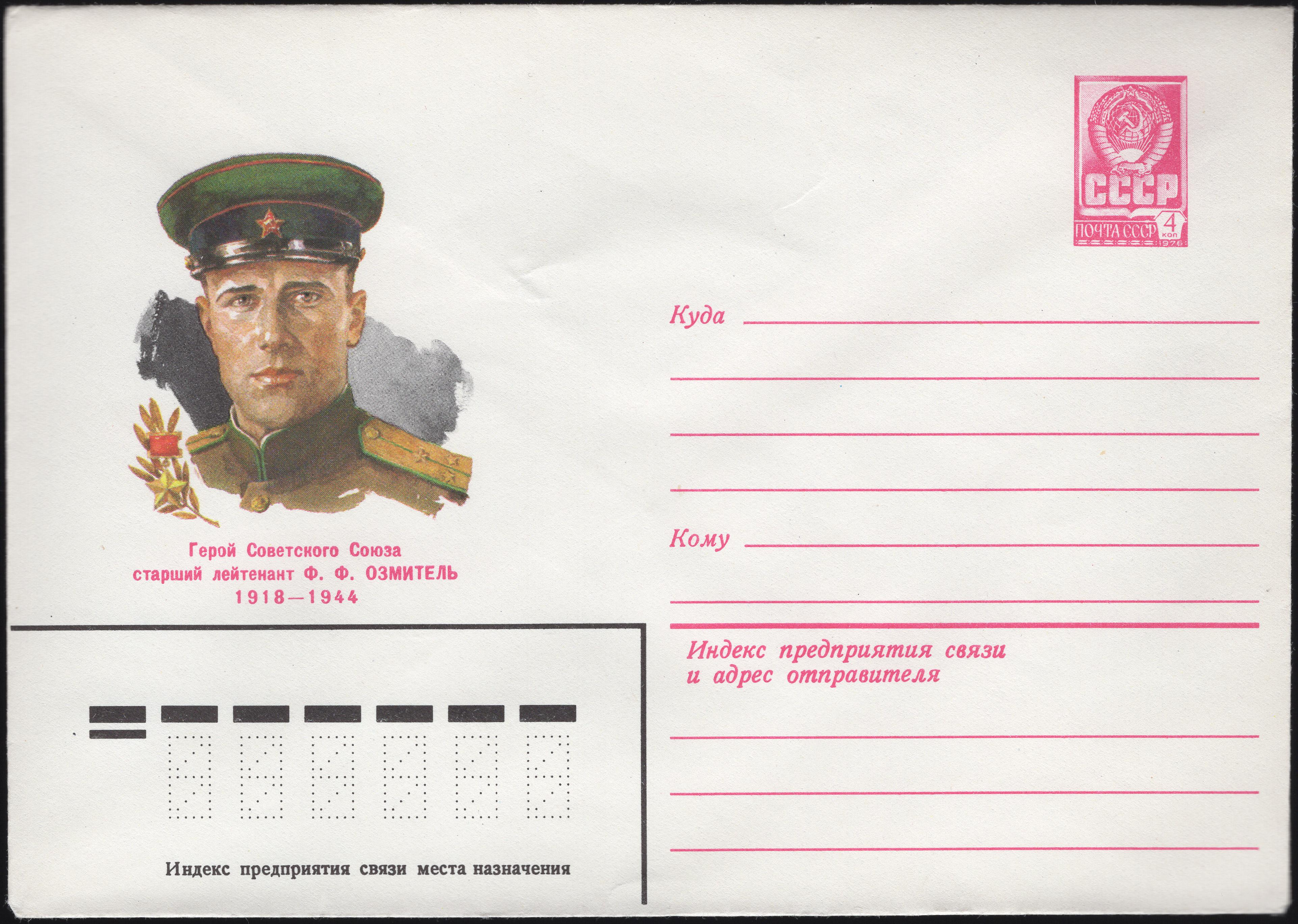
Почтовый конверт СССР, 1980 год

Фёдор Фёдорович Озмитель (13 августа 1918 — 15 июня 1944) — участник Великой Отечественной войны, командир партизанского отряда специального назначения «Гром», который действовал на территории Белорусской ССР, старший лейтенант. Герой Советского Союза (05.11.1944, посмертно).

## Биография
Ф. Ф. Озмитель родился в селе Линовицкое ныне Мартукского района Актюбинской области (Казахстан). Окончил 8 классов, учительские курсы в Актюбинске. Работал учителем.
С 1938 года на службе в Пограничных войсках НКВД СССР. Принимал участие в советско-финской войне. В 1940 году направлен на учёбу в Ленинградское военное училище НКВД СССР (Ново-Петергофское военное училище).
Во время Великой Отечественной войны участвовал в боях на Северном фронте, под Ленинградом и Москвой. В октябре 1941 года переведён в Отдельную мотострелковую бригаду НКВД СССР. В январе 1942 года Ф. Ф. Озмитель направлен во вражеский тыл (через «Витебские ворота») в качестве командира партизанского отряда особого назначения «Грозный», который действовал в районе Орша — Витебск — Смоленск. После возвращения на Большую Землю возглавил новый партизанский отряд особого назначения «Гром», направленный в мае 1943 года в тыл врага. Отряд входил в состав оперативной группы НКГБ СССР «Артур» и выполнял разведывательную и диверсионную работу на территории Витебской и Минской областей, а также в Минске.
В июне 1944 года во время вражеской блокады у озера Палик (Минская область) старший лейтенант Ф. Ф. Озмитель командовал группой по прорыву блокады. 15 июня партизаны прорвали 3 линии обороны противника, и большая их часть вышла из блокады. Ф. Ф. Озмитель был тяжело ранен и остался прикрывать огнём отход партизан. Когда закончились патроны, подорвал себя и врагов связкой гранат.
Похоронен в братской могиле у деревни Маковье Борисовского района Минской области.
Указом Президиума Верховного Совета СССР от 5 ноября 1944 года Ф. Ф. Озмителю посмертно присвоено звание Героя Советского Союза.

## Награды
- Медаль «Золотая Звезда» Героя Советского Союза.
- Орден Ленина.
- Орден Отечественной войны II степени.
- Медаль.

## Память
- Бульвар и памятник в городе Новолукомле Витебской области[3].
- В посёлке Жанаконыс (бывший посёлок Новый) и в поселке Заречный-1 Актюбинской области именем Героя названы улицы.
- В посёлке Линовицкое Мартукского района на здании школы установлена мемориальная доска.
- Фотография в экспозиции Белорусского государственного музея истории Великой Отечественной войны.
- Фильм-спектакль Московского театра имени Моссовета «Вызывает 425-й» (2 серии, 1967 год. Центральное телевидение), режиссёр Инна Данкман.